# Evdokia Loukagou
Evdokia Loukagou (griechisch Ευδοκια Λουκαγκου, auch Evdokia Loukagkou; * 26. September 1995 in Thessaloniki) ist eine griechische Sportlerin der Rhythmischen Sportgymnastik.

## Leben
Evdokia begann im Alter von 5 Jahren mit der Sportgymnastik.
Sie turnt für den Turnverein Diagoras Ampelokipou in Thessaloniki und ist seit 2009 im Kader der Griechischen Auswahl RG.

## Sportliche Erfolge
| Wettbewerb | Ort              | Formation | Mehrkampf | 5X      | 3X+2X   |
| ---------- | ---------------- | --------- | --------- | ------- | ------- |
| EM 2012    | Nischni Nowgorod | Gruppe    | Rang 8    | Rang 8  | Rang 6  |
| WM 2011    | Montpellier      | Gruppe    | Rang 11   | Rang 10 | Rang 15 |
| OS 2012    | London           | Gruppe    | Rang 9    | Rang 9  | Rang 9  |